# Mystki (województwo lubuskie)
Mystki (do 1945 r. niem. Neuscheune) – wieś w Polsce położona w województwie lubuskim, w powiecie gorzowskim, w gminie Lubiszyn. Według danych z 2011 r. liczyła 171 mieszkańców. Miejscowość od XVIII w. i lat 30. XX w. należała do majątku Dolsk. Od 1945 r. leży w granicach Polski.
W latach 1975–1998 miejscowość administracyjnie należała do województwa gorzowskiego.

## Położenie
Zgodnie z podziałem fizycznogeograficznym Polski według Kondrackiego teren, na którym położone są Mystki należy do prowincji Niziny Środkowoeuropejskiej, podprowincji Pojezierza Południowobałtyckiego, makroregionu Pradolina Toruńsko-Eberswaldzka oraz w końcowej klasyfikacji do mezoregionu Równina Gorzowska.
Miejscowość leży 10 km na południe od Myśliborza.

## Demografia
Ludność w ostatnich 3 stuleciach:

## Historia
Wieś spłonęła prawie całkowicie w 1747 r. W XVIII w. i do lat 30. XX w. folwark i wieś Mystki należały do majątku Dolsk.

## Nazwa
Niemiecka nazwa Neuscheune pochodzi od wyrażenia neu Scheune 'nowa stodoła'. Nazwa Mystki została nadana w 1949 r..

## Administracja
Miejscowość jest siedzibą sołectwa Mystki.

## Edukacja i nauka
Uczniowie uczęszczają do szkoły podstawowej w Ściechowie (klasy I–III) i Lubiszynie (klasy IV–VI) oraz do gimnazjum w Ściechowie.

## Gospodarka
W 2014 r. liczba zarejestrowanych podmiotów gospodarczych wynosiła 6, z czego 5 to osoby fizyczne prowadzące działalność gospodarczą:
| Dział                                      | Ilość |
| ------------------------------------------ | ----- |
| rolnictwo, leśnictwo, łowiectwo i rybactwo | 3     |
| przemysł i budownictwo                     | 2     |
| pozostała działalność                      | 1     |